# 杉村三郎系列
杉村三郎系列（日语：杉村三郎シリーズ），作家宮部美幸推理小說系列。

## 主要登場人物

### 主角
- 杉村三郎（演：小泉孝太郎）
杉村菜穗子（演：國仲涼子）

### 杉村家、今多家
- 杉村桃子（演：矢崎由紗）
今多嘉親（演：平幹二朗）

### 社內報編輯部
- 園田瑛子（演：室井滋）